# Barry Coffing
Barry Coffing est un compositeur de musiques de films.

## Filmographie
- 1992 : Génération musique
- 1999 : Happily Ever After: Fairy Tales for Every Child" (1995) TV Series (songs)
- 1997 : Total Force
- 1997 : Absolute Force
- 1997 : The Girl Gets Moe de James Bruce
- 2000 : Get Your Stuff
- 2003 : Shotgun Wedding
- 2003 : I'd Rather Be in Philadelphia
- 2003 : Uh Oh!
- 2004 : 29 and Holding
- 2004 : West from North Goes South